# La baia del tuono
La baia del tuono (Thunder Bay) è un film statunitense del 1953 diretto da Anthony Mann.
La collaborazione tra Anthony Mann ed il protagonista James Stewart ha prodotto cinque film western: Winchester '73, Là dove scende il fiume, Lo sperone nudo, Terra lontana e L'uomo di Laramie. La baia del tuono, titolo meno noto, è un film nel quale si affronta un genere al di fuori del collaudato genere western con Mann regista e Stewart attore, trasportando al giorno d'oggi i consueti canoni descrittivi e morali tipici delle pellicole precedenti.

## Trama
L'ex-ingegnere della Marina statunitense Steve Martin e il suo amico Johnny Gambi ottengono il permesso per perforare dei pozzi di petrolio in Louisiana.
Spinti dal desiderio di diventare ricchi, devono ben presto scontrarsi con l'inospitalità e l'ostilità della popolazione locale, soprattutto dei pescatori che non vogliono la piattaforma di perforazione, e con le forze della natura sotto forma di un grosso uragano. A complicare ulteriormente la situazione è la tormentata storia d'amore con una ragazza locale, Stella.